# Еспиел
Еспиел (на испански: Espiel) е населено място и община в Испания. Намира се в провинция Кордоба, в състава на автономната област Андалусия. Общината влиза в състава на района (комарка) Валье дел Гуадиято. Заема площ от 436 km². Населението му е 2484 души (по преброяване от 2010 г.). Разстоянието до административния център на провинцията е 50 km.

## Демография
| 1996 | 1998 | 1999 | 2000 | 2001 | 2002 | 2003 | 2004 | 2005 | 2006 |
| ---- | ---- | ---- | ---- | ---- | ---- | ---- | ---- | ---- | ---- |
| 2500 | 2451 | 2415 | 2441 | 2473 | 2418 | 2434 | 2379 | 2386 | 2422 |